# Piwigo
Piwigo is een fotogalerijprogramma voor websites. Het programma heeft een  GPL-licentie, en is geschreven in PHP en gebruikt een MySQL-database.
Piwigo stond eerder bekend als "PhpWebGallery" maar de oorspronkelijke auteur van de software, Pierrick Le Gall, wijzigde in september 2008 de naam naar de huidige.

## Functies
- Toevoegen van foto's: Dit kan met een web-formulier, met een FTP-client, maar ook met plugins van bekende fotobewerkingsprogramma's zoals digiKam, Shotwell, Lightroom, iPhoto, Aperture. Daarnaast ook met mobiele applicaties voor iPhone/iPad en Google Android.
- Meerdere groottes: Iedere foto is beschikbaar in 9 verschillende groottes. Van XXS tot XXL, voor verbeterde compatibiliteit met diverse schermresoluties (van smartphone tot HDTV)
- Watermerken : Piwigo kan automatisch een watermerk aan foto's toevoegen, om ongewenste kopieën tegen te gaan.
- Albums: Iedere foto is gekoppeld aan een of meerdere mappen. Albums zijn hiërarchisch, en kunnen onbeperkt genest worden.
- Tags: Een beheerder kan tags aan zijn foto's toevoegen, waarop bezoekers kunnen zoeken. Bijvoorbeeld "nacht + Parijs + Karel".
- Kalender: Piwigo kan aan de hand van de EXIF metadata zien wanneer een foto genomen is, en kan fotoseries per dag, maand of jaar tonen
- Thema's: Het uiterlijk van de fotogalerij wordt gereguleerd door thema's. Er zijn verschillende thema's beschikbaar gesteld door Piwigogebruikers.
- Plug-ins: Plugins vergroten de mogelijkheden van Piwigo. Voorbeeld plugins: YouTube, Vimeo, Dailymotion, Google Maps of het tonen van foto's in een Lightbox.
- Toegangscontrole : Met behulp van de gebruikersmanager kan toegang worden verleend of geweigerd tot bepaalde foto's en albums.
- Meldingen systeem : Gebruikers kunnen op de hoogte worden gehouden van veranderingen of updates door middel van  RSS feeds, E-mail of door delen op  Twitter, Facebook of Google+.
- Video's: Met behulp van gratis beschikbare uitbreidingen kan Piwigo ook overweg met video's.

## Gebruik
Piwigo kan op diverse manieren ingezet worden in een hosting-omgeving. Gebruikers hebben de optie om de huidige versie van Piwigo te downloaden. Er is de keuze uit een volledige download van het bestand en deze te uploaden naar hun hosting-omgeving, of het downloaden van de NetInstall (een enkele PHP file), deze te uploaden naar hun hosting-omgeving, waarna de download automatisch plaatsvindt.
Diverse web hosting bedrijven bieden de mogelijkheid om Piwigo automatisch te installeren via hun beheer-module. Piwigo is beschikbaar in SimpleScripts and Softaculous.

## Geschiedenis
Piwigo is oorspronkelijk in 2001 geschreven door Pierrick Le Gall. Hij werd geïnspireerd door phpBB, een webforumprogramma dat hij voor zijn universiteit geïnstalleerd had en dat ook onder de GPL vrijgegeven was. Le Gall koos dezelfde licentie voor Piwigo en startte er een gemeenschap omheen. De eerste publieke versie van Piwigo werd in 2002 gepubliceerd.

### Ontwikkelingen
- 2002: Piwigo werd meertalig.
- 2004: Er werd een bugtracker geïnstalleerd om in teamverband te kunnen werken.
- 2005: Een extensiebeheersplugin maakt het mogelijk om uitbreidingen makkelijker te delen.
- 2006: Het werd mogelijk thema's aan te passen.
- 2007: Introductie van plugins
- 2009: Het programma dat tot dusver bekendstond als PhpWebGallery werd hernoemd naar Piwigo. Daarnaast kwam er een uploadhulpprogramma, Piwigo Uploader, die het makkelijker maakt om foto's te uploaden voor Windows, Mac en Linux gebruikers.
- 2010: DigiKam, Shotwell, Lightroom werden geschikt gemaakt om foto's te uploaden naar Piwigo galeries, een uitgebreide web uploader in Piwigo kwam in versie 2.1 en er kwam een website die speciaal voor het hosten van Piwigo albums.
- 2012: Piwigo kent 20 ontwikkelaars, 50 vertalers, een in 10 talen beschikbare webserver en een actieve gemeenschap.
- 2013: Versie 2.5.0 uitgekomen.
- 2014: Versie 2.6.3 uitgebracht en in het najaar versie 2.7.1.